# Fujiwara no Kenshi
Fujiwara no Kenshi, född 994, död 1027, var en kejsarinna, gift med kejsar Sanjō. 
Hon var dotter till kejsarens ställföreträdande regent Fujiwara no Michinaga och Minamoto no Rinshi/Michiko. Hon utnämndes år 1004 till hovdam hos sin syster, kejsarinnan Fujiwara no Shōshi. 
År 1012 arrangerades hennes giftermål med tronföljaren, kronprins Okasada, som samma år blev kejsare. Hennes make hade även en annan maka, Fujiwara no Seishi. Under den förra kejsaren, hade seden med två kejsarinnor introducerats. Efter att Sanjō bestigit tronen, fick hans ena maka Seishi den gamla kejsarinnetiteln Kōgō, medan hans andra hustru Kenshi fick den nya kejsarinnetiteln Chūgū. Kenshis far, regenten, såg dock till att hans dotter i praktiken fick högre rang genom att förbjuda hovets medlemmar att närvara vid den ceremoni som gjorde Seishi till kejsarinna, och istället samlas hos hans dotter Kenshi då de fick meddelande om ceremonin. 
Kejsarinnan Seishi hade en god relation med kejsaren, men hade trots detta en undanskymd roll vid hovet, då kejsarinnan Kenshi stöddes av hennes far regenten. Kenshi beskrivs som sin fars bortskämda favoritdotter, och som vacker, viljestark och extravagant. Hon fick ett barn, en dotter. 
År 1016 abdikerade kejsar Sanjo. Han avled året därpå. Kenshi fick titeln änkekejsarinna, men hade i praktiken ingen maktställning eftersom hon inte var mor till en tronarvinge. 